# Színekről elnevezett könyvek listája
Az alábbi lista a színekről elnevezett könyveket sorolja fel.

## Kék
- Az angol kékkönyv In: Eduard Bernstein: A világháboru okiratai I-VI., Népszava-Könyvkereskedés, Budapest, 1915–1916[1] (dokumentumgyűjtemény)
- Hangay Sándor Kékkönyve 1-4., Szerzői magánkiadás, Budapest, 1929[2] (szépirodalmi antológia)
- Ely Culbertson: A kontrakt bridzs kék könyve, Budapest, 1930 (kártyázási könyv)[3]
- Braunstein Zoltán – Kiss Sándor: Pincérek kék könyve. A szállodai éttermi és kávéházi alkalmazottak panaszai, Budapest, 1938[4] (gasztronómiai munka)

Sorozatok:
- Kék könyvek, Herczka Árpád Könyvkiadó Vállalata, 1918[5] (szépirodalmi könyvsorozat)
- Kék könyvek, Cserépfalvi Könyvkiadó, 1940-es évek[6] (szépirodalmi könyvsorozat)
- Kék könyvek, Magánkiadás, 1980-as évek[7] (szépirodalmi könyvsorozat)
- Pesti Napló kék regényei, Pesti Napló, Budapest, é. n.[8] (szépirodalmi könyvsorozat)

## Piros
- A Szovjetunió Vörös Könyve, Ritka és veszélyeztetett növény- és állatfajok, Lesznaja Promislennoszty, Moszkva, 1978[9] – magyar fordítással nem rendelkezik
- Vörös könyv. A Magyarországon kipusztult és veszélyeztetett növény- és állatfajok, Akadémiai Kiadó, Budapest, 1990, ISBN 963-05-5819-X[10] (környezetvédelmi munka)
- Konrad Löw: A kommunista ideológia vörös könyve. Marx & Engels – A terror atyjai, XX. Század Intézet, Budapest, 2003, ISBN 963-9406-75-9[11] (történeti munka)
- Szabó Miklós: Polgári repülőbalesetek és -katasztrófák vörös könyve 1960-1989, Alexandra Kiadó, Budapest, 2006, ISBN 963-370-027-2[12] (repüléstörténeti munka)
- Mao Ce-tung: A vörös könyvecske, fapadoskonyv.hu, 2014[13] (e-könyv formában létezik magyar nyelven, politikai munka)

Sorozatok:
- Piros Könyvtár, Lampel Róbert, Budapest, 1879–1885[14] (szépirodalmi könyvsorozat)
- Piros Könyvek, Singer és Wolfner, Budapest, 1900-as évek[15] (szépirodalmi könyvsorozat)

## Arany
- Jel. V. v. VIII. A szentek imádságaikkal, mint valamelly jó illatokkal tellyes Arany-tsésze, avagy az o, és uj testamentomi szenteknek kegyes fohászkodásaikból s imádságaikból öszve szedegetett olly imádságos könyvetske, Kolozsvár, 1772 (több új kiadás 1860-ig)[16]
- Kis arany konyha. Imádságos könyv, Pest, 1857[17] (vallásos munka)
- Aranykönyv. Legdiszesebb képeskönyv. Kicsinyek számára, Budapest, é. n. [1880-as évek][18] (gyermekkönyv)
- Goldene Worte. Aus der neueren Deutschen Litteratur, Verlag von W. B. Müller, Berlin, 1891[19][20] (szépirodalmi munka) – magyar fordítással nem rendelkezik
- Arany könyv (Das golden Büchlein). W. X. F. után T. Pelikán Krizsó, T. Pelikán Krizsó Kiadó, Budapest, 1906[21] (Oktató Népkönyvtár-sorozat, pedagógiai munka)
- Lukácsné Győri Mariska: Arany házi kincstár. Nélkülözhetetlen közhasznú tudnivalók és szépségápolás művészetének köréből, Eisler G. Kiadása, Budapest, 1907[22] (Hasznos Könyvek-sorozat, kozmetikai munka)
- (szerk.) Harrach József: Arany lant I. Gyermek- és női karénekek gyüjteménye, Lampl R. könyvkereskedése (Wodianer F. és Fiai) részvénytársaság, Budapest, 1908[23] (énekeskönyv)
- Machay, Fraňo: Arany szemcsék. A tót helyesírás szabályai. Veselé, 1920[24] (nyelvészeti munka)
- (szerk.) Nógrády László: Az anyaiszeretet aranykönyve. Feljegyzések gyermekemről, Attila-Nyomda Részvénytársaság, Budapest, 1931[25] (pszichológiai munka)
- Aranyalbum. Tanulmányi és tehetséggondozó versenyek 2007/2008/A 2007–2008-as tanév tanulmányi és tehetséggondozó versenyein OKTV 1-30., országos 1-10., fővárosi/területi 1-5. és kerületi 1. helyezettek albuma, XVII. kerületi Pedagógiai Központ, Budapest, 2008[26] (pedagógiai munka)

Sorozatok:
- Aranykönyvek, Franklin Irodalmi és Nyomdai Rt., Budapest, 1900[27] (szépirodalmi könyvsorozat)
- Magyar Írók Aranykönyvtára, Franklin Irodalmi és Nyomdai Rt., 1908–1909[28] (szépirodalmi könyvsorozat)
- Arany Oldalak. Budapest Szakmai Telefonkönyve, Magyar Telefonkönyvkiadó Kft., Budapest, 1992–2010?[29] (telefonkönyvsorozat)

## Citromsárga
- A francia sárga könyv. Diplomáciai okmányok 1938–1939 / A Németország és Lengyelország, Nagybritannia, Franciaország közötti háború kitörését megelőző események és tárgyalások okmányai, Imprimerie Nationale, Párizs, 1939[30] (dokumentumgyűjtemény)
- Szabó Miklós: Jogellenes cselekmények Sárga Könyve 1968–2004, Légi katasztrófák / Terror a levegőben – megrázó tragédiák 1968 és 2004 között, Alexandra Kiadó, Pécs, 2005, ISBN 963-370-028-0[31] (repüléstörténeti munka)

Sorozatok: 
- Sárga regények, Idegenforgalmi Propaganda és Kiadó Vállalat, Budapest, 1989[32] (szépirodalmi könyvsorozat)

## Narancssárga
- Az orosz narancssárga könyv In: Eduard Bernstein: A világháboru okiratai I-VI., Népszava-Könyvkereskedés, Budapest, 1915–1916[1] (dokumentumgyűjtemény)

## Szürke
- A belga szürkekönyv In: Eduard Bernstein: A világháboru okiratai I-VI., Népszava-Könyvkereskedés, Budapest, 1915–1916[1] (dokumentumgyűjtemény)

## Fekete
- Gúthi Soma: Éjszakai Budapest. Fekete Könyv. Eredeti bűnügyi és detektív történetek. Kunossy, Szilágyi és Társa Kiadása, Budapest, 1908[33]
- A vágy fekete könyve Dr. R. Wunderer: Schwarzbuch der Wollust, Freyja-Verlag GmbH, Stuttgart, 1967 (történeti munka) – magyar fordítással nem rendelkezik
- Nemcsik Pál: A Rimamurány-Salgótarjáni Vasmű Rt. fekete könyvei, 1902–1940, k. n., Miskolc, 1977[34] (Különlenyomat a Borsodi Levéltári Évkönyv I. kötetéből)
- A kommunizmus fekete könyve. Bűntény, terror, megtorlás, Nagyvilág Kiadó, Budapest, 2000, ISBN 963-9175-09-9[35] (történeti munka)
- A szocialista gazdálkodás fekete könyve. Elvesztegetett évtizedek, Budapest Business Klub, Budapest, 2002, ISBN 963-00-9670-6[36] (történeti munka)
- Szabó Miklós: Polgári repülőbalesetek és -katasztrófák fekete könyve 1990–2002. Tények, adatok, információk a jelentősebb légi szerencsétlenségekről, SYCA Kiadó, Budapest, 2002, ISBN 963-8626-24-0[37] (repüléstörténeti munka)
- Szalay Róbert: A reformkommunizmus fekete könyve, Magánkiadás, Budapest, 2008, ISBN 978-963-06-4689-5[38] (történeti munka)
- A póker kis fekete könyve. Kezdő pókerleckék és a No limit életforma, Ekren Könyvkiadó Kft., Budapest, 2008, ISBN 978-963-88037-4-0[39] (kártyajátékos könyv)
- A francia forradalom fekete könyve: Renaud Escande (dir.), Le Livre Noir de la Révolution française, 2008 (francia nyelven). Institut d'Histoire de la Révolution française, 2008. február 1. [2008. február 25-i dátummal az eredetiből archiválva]. (Hozzáférés: 2021. augusztus 10.) (történeti munka) – magyar fordítással nem rendelkezik
- A kapitalizmus fekete könyve:  Le livre noir du capitalisme. Montreuil: Le Temps des cerises (2001. március 15.). ISBN 978-2-84109-325-0 (történeti munka) – magyar fordítással nem rendelkezik
- A gyarmatosítás fekete könyve:  Le livre noir du colonialisme: XVIe-XXIe siècle : de l'extermination à la repentance. Paris: R. Laffont (2003. március 15.). ISBN 978-2-221-09254-5 (történeti munka) – magyar fordítással nem rendelkezik
- A gyarmatosítás fekete könyve: hattyúdal a piacgazdaságért: Kurz, Robert. Schwarzbuch Kapitalismus: ein Abgesang auf die Marktwirtschaft. Frankfurt: Eichborn (2009. március 15.). ISBN 978-3-8218-7316-9 (történeti munka) – magyar fordítással nem rendelkezik
- Vasily Grossman: A szovjet zsidóság fekete könyve: The Black Book of Soviet Jewry, Kijev, 1991 (történeti munka)[40] – magyar fordítással nem rendelkezik

Sorozatok:
- Fekete Könyvek, Európa Könyvkiadó, Budapest, 1980-as évek[41] (szépirodalmi könyvsorozat)
- Fekete füzetek, Intermédia Kft., Budapest, 1990-es évek[42] (kriminológiai füzetsorozat)

## Fehér
- A német fehérkönyv In: Eduard Bernstein: A világháboru okiratai I-VI., Népszava-Könyvkereskedés, Budapest, 1915–1916[1] (dokumentumgyűjtemény)
- Ellenforradalmi erők a magyar októberi eseményekben I-IV. („Fehér könyvek”), Magyar Népköztársaság Minisztertanácsa Tájékoztatási Hivatala, Budapest, 1957[43] (történeti munka)
- Fehér könyv. A Német Szövetségi Köztársaság kormányának agresszív politikájáról, Kossuth Könyvkiadó, Budapest, 1959[44] (történeti munka)
- Püspöki Nagy Péter egyetemi docens fehér könyve az Eötvös Loránd Tudományegyetem és a Bölcsészkar vezetőihez, az Egyetemi és a Kari Tanácshoz, az egyetem egész nyilvánosságához az alkalmazása körüli ügyek rendezése tárgyában. A szakmaiság, a jogszerűség és az etika érdekében, Budapest, 1997[45] (oktatástörténeti munka)
- Fehér könyv. Magyarország 2015 / Jövőképek, MTA Szociológiai Kutatóintézet, Budapest, 2006, ISBN 963-8302-25-9[46] (szociológiai munka)
- Buzás Pál: Fehér könyv, Kolozsvári Művelődés Egyesület, 2021, ISBN 9786068980225[47] (önéletrajzi munka)
- Fehér könyv, 2017[48] (politológiai munka) – magyar fordítással nem rendelkezik
- Felszeghy Csaba: Eőke fehér könyve. Regény, Pont Kiadó, Budapest, é. n., ISBN 963-7265-07-4[49] (regény)
- White-book of the American Hungarian Federation on the Status of Hungarians[50] – magyar fordítással nem rendelkezik

Sorozatok:
- Bródy Sándor: Fehér könyv, Szerzői kiadás, Budapest, 1900-as évek[51] (szépirodalmi könyvsorozat)
- Fehér Könyvek, Franklin-Társulat Magyar Irod. Intézet és Könyvnyomda, Budapest, 1910-es évek[52] (szépirodalmi könyvsorozat)
- Fehér könyvek, Kriterion Kiadó, Bukarest, 1970-es évek (szépirodalmi könyvsorozat)[53]
- A magyar átmenet fehér könyve, Privatizációs Kutatóintézet Információs Forrástájékoztató Irodája, Budapest, 1990-es évek[54] (politológiai sorozat)
- Fehér könyv, Munkaügyi Minisztérium, Budapest, 1990-es évek[55] (pedagógiai munka)
- Fehér Könyv a szellemi tulajdon védelméről, Magyar Szabadalmi Hivatal, Budapest 2005–2009[56][57] (jogi munka)

## Vegyes
- Török Szilvi: Színek könyve: Piros – sárga – kék – zöld, Pozsonyi Pagony, Budapest, 2010[58] (gyermekkönyv)

Sorozatok:
- CCITT Ajánlások (pl. Vörös Könyv, Sárga Könyv stb.), 1960-as évektől (telekommunikációs szabványosítással kapcsolatos művek) – magyar fordítással nem rendelkezik